# Вулканічний шлак

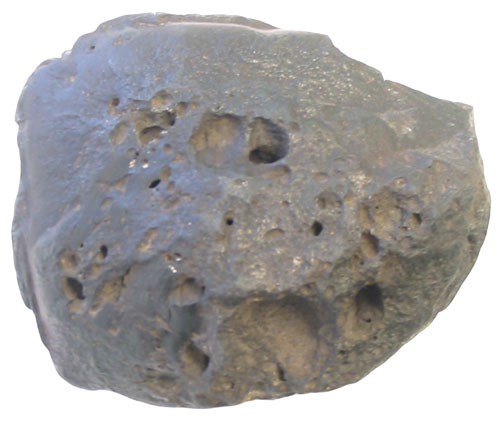
Вулканічна бомба викинута з кратера вулкану зі слідами спученості газами лави при її застиганні.

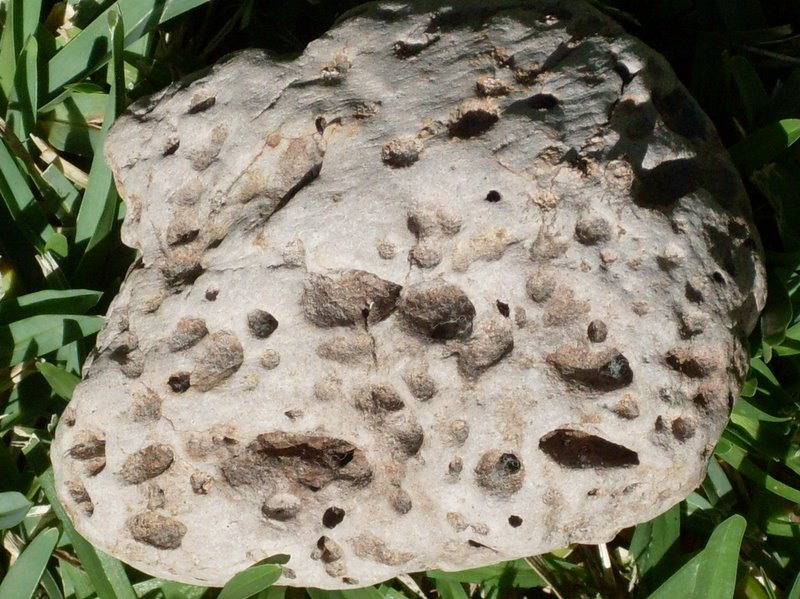
Шматок лави зі слідами спученості газами при її застиганні.

Вулканічний шлак (рос. шлак вулканический; англ. slag, scoria; нім. Vulkanschlake f) — назва вулканічних гірських порід.
1. Вулканічне скло з характерною бульбашковою будовою, яка утворюється при розширенні газів та зберігається у породі.
2. Пузирчасті та пористі шматки лави, викинуті з кратера вулкана і спучені газами при їх застиганні.